# عبد الرحمن بيسواس
عبد الرحمن بيسواس (بالبنغالية: আবদুর রহমান বিশ্বাস)‏‏ (1 سبتمبر 1926 – 3 نوفمبر 2017) هو سياسي بنغالي ولد في الهند البريطانية. شغل منصب رئيس بنغلادش الحادي عشر بالفترة بين 1991 إلى 1996.

## التعليم
تعلم في جامعة دكا.

## روابط خارجية
- عبد الرحمن بيسواس على موقع مونزينجر (الألمانية)